# Предраг Старчевић
Предраг Старчевић је учитељ Основне школе „Јован Јовановић Змај” Панчево, аутор и писац Буквара за први разред основне школе и књиге „Мостови пријатељства”, истраживач, психотерапеут и хуманитарац.
Добитник је бројних признања, међу којима су повеља „Про Футуро” и „Најбољи едукатор Србије 2020”.

## Биографија
Рођен је у радничкој породици у Ужицу. Дипломирао је на Учитељском факултету Универзитета у Београду. Завршио је разне обуке међу којима су „Језик саосећања”, „Challenge of intimacy”, „Чувари осмеха”, „Речи су прозори или зидови” и „Играти, певати, стварати плесом” и предавање „Студије о холокаусту” 2014. чиме је постао међународни тренер за холокауст. Од 1987. године ради са децом, првобитно у Панчеву, а затим и у Грчкој где је основао допунске школе у Солуну, Катеринију и Лептокарији. У Неа Аполонији је седам месеци предавао и старао се о деци која су избегла са ратних подручја из Босне и Херцеговине и Хрватске и био је део тима психолога и психијатара Грчке у истраживању „Измењена психологија детета у рату”. Предавао је српски језик у Центру за демократију и помирење земаља Југоисточне Европе у Солуну 2003—2004. Радио је у Комисији за одобравање програма за семинаре за стручно усавршавање наставника, васпитача, стручних сарадника и директора у Заводу за унапређење образовања и васпитања Београд 2014. Данас ради у Основној школи „Јован Јовановић Змај” Панчево као учитељ. Одржао је на стотине часова психолошких радионица деци од предшколског до факултетског узраста, а родитељима својих ученика више од двадесет година повремено држи „Школу родитељства”.

### Учешћа и иницијативе
Учествовао је у „округлом столу” са професорима психологије београдског и америчког универзитета са темом „Језик саосећања” у организацији Фестивала интернационалног студентског театра Факултета драмских уметности у Београду 2018, у пројектима „Пипи Дуга Чарапа и њен осмодеценијски утицај на децу и многе генерације” под покровитељством Амбасаде Краљевине Шведске и „Очување имена и дела Бранка Ћопића” у организацији Мировног покрета „Јелена Шантић” 2021, у научно–истраживачким пројектима „Бајка у земљи медија”, „Дете са три листа: Породица, школа, медији” и „Кобојаги медијски кувар” са проф. др Светланом Безданов Гостимир и у панел дискусији „Шта је добро образовање у Србији?” које је организовала Лабораторија образовних стратегија ИФДТ и Удружење „Живојин Мишић”. Спровео је разна истраживања из области психологије („Психолошки проблеми деце из ратних подручја”, „Ликовни рад као израз емоција ученика”), педагогије („Часови српског језика у природи, као савремени извори знања”), естетике („Оплемењавање учионичког простора”), мас–медија („Савремена бајка у мас–медијима”, „ТВ звезде су непобедиве”) и методике („Методички приступ у реализацији задатака у избору садржаја наставе ликовне културе”, „Методички приступ у настави природе и друштва”).
Аутор је каталога и отварач изложбе Иконописачке школе „Свети Лука”, која је радила при Успенској цркви у Панчеву, и самосталних изложби Николе Комосара и Бојана Савића. Одржао је радионицу „Волим све народе овог света” 2017. и угледне часове „Развијамо српско–холандско пријатељство” 2017. на којем је присуствовала представница Краљевине Холандије, „Данска” 2017. уз присуство амбасадора Краљевине Данске Андерс Кристијан Хаугорд, „Израел – модерна држава и уметност холокауста” 2019. уз присуство амбасадорке Израела Алона Фишер-Кам и представника Јеврејске општине Панчево и „Немачка” 2023. уз присуство амбасадорке Савезне Републике Немачке Анка Конрад, аташеа за културу и представника Гете института. У децембру 2020. и јануару 2021. је реализовао образовни и васпитни пројекат „Мој слатки едукативни распуст”. У августу 2021. је реализовао финансијски део пројекта под геслом „Пружимо руку саосећања пријатељства и љубави деци Етиопије”, а 2022. је са децом, родитељима и пријатељима из Србије, Словеније и Хрватске реализовао помоћ у храни деци избеглој из рата у Етиопију и деци избеглој из рата из других земаља која су избегла у Етиопију. Организовао је и две врсте посебних часова за своје ученике: „Уметношћу, науком, спортом и хуманошћу против короне” на које је позвао преко четрдесет јавних личности међу којима су Јасминка Петровић, Софија Јуричан, Бојан Савић и Душан Борковић и „Љубављу против короне – школе преко граница” на којима је држао заједничке часове са децом и наставницима из Грчке, Италије, Словеније, Хрватске, Швајцарске и Напуља. Године 2023. је осмислио групне радионице за стицање функционалних знања бонтона у разним животним ситуацијама које се реализују у простору „La festa” у Панчеву.
Од 2024. године подржава и учествује у протестима против корупције у Србији. На Јавном часу у Панчеву 25. јануара 2025. одржао је говор, на предлог студената и наставника Панчева. Аутор је рада „Масовни студентски протест у Србији је живи час етике човечанству, а етика је пут у светлост. Студенти Србије номиновани за Нобелову награду за мир 2025. године” марта исте године.

### „Мостови пријатељства”
Део новчане награде „Најбољи едукатор Србије 2020.” који добија школа је уложио у пројекат „Мостови пријатељства” у коме је учествовало 500 ученика и 34 наставника из Србије, Босне и Херцеговине, Хрватске и Словеније. У оквиру пројекта, који је подржао Раде Шербеџија, је настала истоимена књига коју је Маја Марковић превела на енглески језик и објављена је у Prodigy Published у Сједињеним Америчким Државама. Представљена је 28. маја 2021. на Бијеналу уметничког дечјег израза, чији је иначе члан стручног жирија за доделу награда, и 8. јула 2022. у оквиру манифестације „Нови Сад – европска престоница културе”, у мировном блоку манифестације „Тврђава мира”. Његове рецензије се налазе у двадесет и пет књига и уџбеника из различитих наставних области. Аутор је бројних стручних радова и Буквара за први разред основне школе и покретач акције „Учитељи у болнице” у оквиру које је држао психолошке радионице са болесном децом на Дечијем одељењу болнице у Панчеву и том приликом је као донацију Дечјем одељењу поклонио целокупни приход од Буквара. Његов рад „Мултикултуралност или асимилација деце избеглица и миграната?” је објављен у Интернационалној академији за етику, чији је почасни члан од 18. маја 2023. Члан је и Удружења оболелих од мултиплог мијелома Србије, од априла 2023. године држи радионице психолошке подршке за оболеле и чланове њихових породица. Дводеценијски је волонтер Црвеног крста Србије.

### Награде и признања
Добитник је књижевне награде „Лазар Копривица” Удружења психолога и педагога Панчева и захвалнице Црвеног крста Панчева за изузетну сарадњу 1995, плакете удружења грчких родитеља општине Неа Аполонија за „развијање љубави између два народа и за огромну љубав према деци Србије и Грчке” и награде „Најбољи учитељ општине Панчево” Скупштине општине 1996, плакете и захвалнице „за оснивање допунске школе на српском језику у Катеринију и љубав према ученицима” од родитеља школе 2003, захвалнице Генералног конзулата СЦГ у Солуну за „изузетно залагање и неизмеран допринос у раду са децом” за три године постојања школе 2005, захвалнице родитеља Српске допунске школе у Солуну и Катеринију за „доказану љубав према школи и Српству” 2006, захвалнице „Цепте” за „изузетан допринос организовању изложбе „Буквар и букварска настава у Срба” под покровитељством Педагошког музеја Србије” 2011, захвалнице Народног музеја Панчево за „дугогодишњу и изузетну сарадњу остварену током дружења кроз креативни рад у музејским радионицама” и повеље Града Панчева „за изузетне успехе у области образовања” 2014, захвалнице Црвеног крста Панчева 2015, 2016. и 2023. за „учешће и постигнуте резултате на конкурсима”, повеље „Про Футуро” Центра In media res за „доприносе из области унапређења интеркултуралног дијалога и очувања грађанских вредности” 2017, захвалнице Фестивала интернационалног студентског театра Факултета драмских уметности у Београду за „допринос и учешће у FIST–u XIII” 2018, захвалнице Културног центра Панчева и Бијенала уметничког дечијег израза за „дугогодишње учешће у организацији, жирију и учешће у програму ове међународне манифестације” 2019, признања „Најбољи едукатор Србије 2020.” Удружења за развој предузетништва „Живојин Мишић” 2020, захвалнице за „донирање целокупне новчане награде „Најбољи едукатор Србије 2020.” деци која се лече од рака” 2021. и дипломе за „изградњу чудесних Мостова пријатељства и за мрежу подршке малим суперхеројима” 2022. Националног удружења родитеља деце оболеле од рака, захвалнице за пројекат „Пружимо руку пријатељства, саосећања и љубави деци избеглој из рата у Етиопији и деци из рата из других земаља који живе у Етиопији и за двогодишњу помоћ у храни и одећи овој деци” Ethiopian Centre for Development (ECD) 2022, златне плакета за „богату делатност, ангажовање и сарадњу на културном пољу и уметничком деловању” и сертификата за почасног члана Интернационалног удружења, песника писаца и уметника Малме и захвалнице „за иницијативу у акцији добровољног давања крви” Удружења оболелих од Мултиплог мијелома Србије 2023—2024. године. Prodigy Life Academy USA му је доделио почасни докторат „за изузетна остваривања из области образовања и књижевности” и именован је за њиховог амбасадора у Србији.
Априла 2025. године је изабран за полуфиналисту награде Просветитељ. Тим поводом је у просторијама Фондације Алек Кавчић у Београду 26. и 27. априла, заједно са осталим полуфиналистима, одржао дводневну Пролећну радионицу. Маја исте године је изабран за финалисту.